# Palenque de León

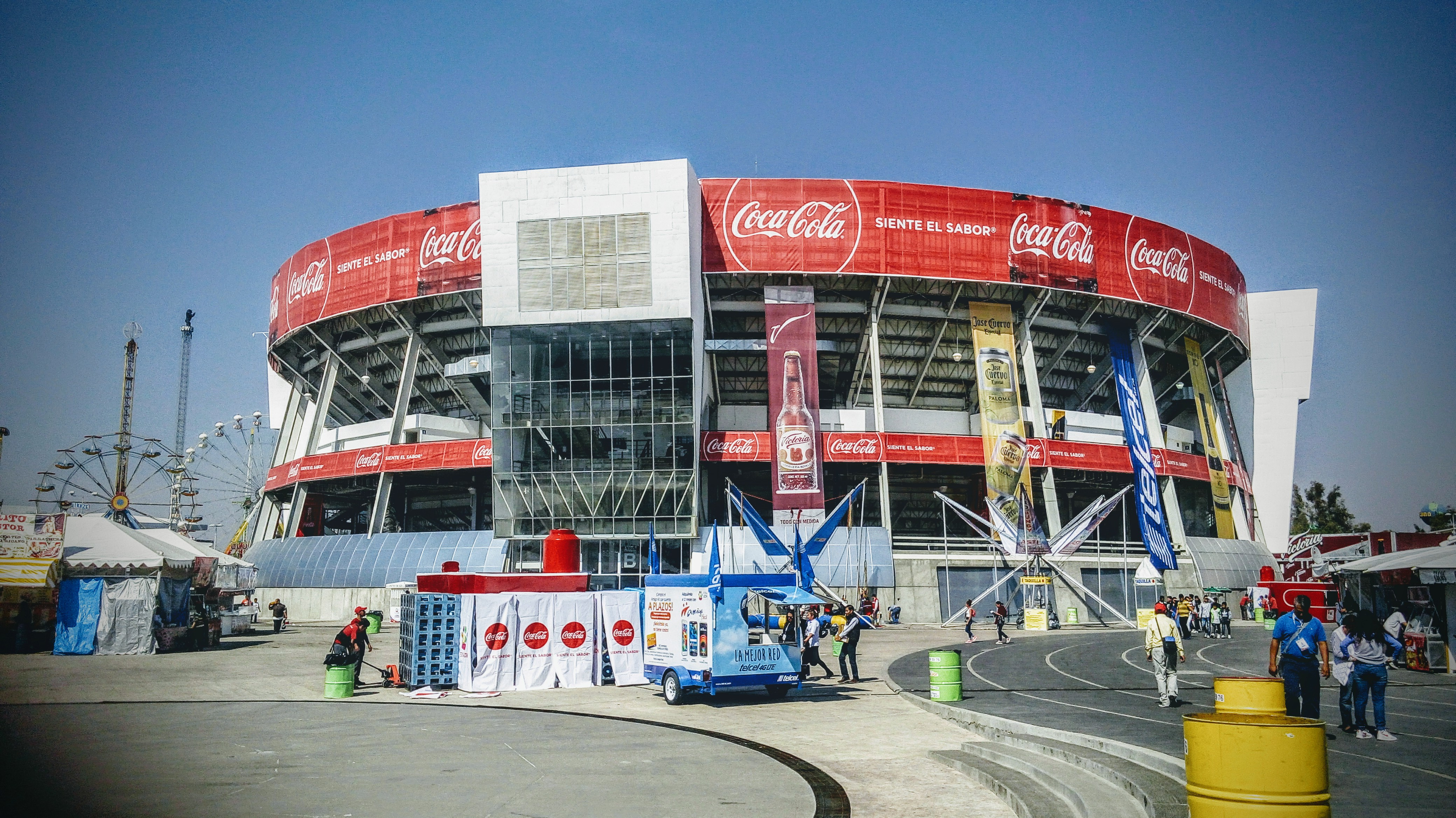
Außenansicht des Palenque de León

Das Centro de Espectáculos de la Feria de León, auch Palenque de la Feria de León und allgemein bekannt als Palenque de León, ist eine Mehrzweckhalle in der mexikanischen Stadt León, der bevölkerungsreichsten Stadt im Bundesstaat Guanajuato. Der „Palenque“ von León bietet 6928 Besuchern Platz und ist der Größte in Mexiko; gefolgt vom Domo Care in Guadalupe, einem Vorort von Monterrey, der 6600 Besucher aufnehmen kann, dem Palenque de la Feria de Santa Rita in Chihuahua (6500) und an vierter Stelle dem Palenque de la Feria de San Marcos in Aguascalientes, der über eine Kapazität für rund 5000 Zuschauer verfügt.

## Vorgeschichte
Am 12. Januar 1962 eröffnete der Gouverneur des mexikanischen Bundesstaates Guanajuato, Juan José Torres Landa, die erste Ausgabe der Feria Estatal de León, des Bundesstaatlichen Volksfestes von León, die die Bezeichnung Feria del pueblo y para el pueblo (Fest des Volkes und für das Volk) erhielt. Im Jahr 1963 wurde das Teatro del Pueblo, das Volkstheater, eröffnet, in dem verschiedene künstlerische Darbietungen aufgeführt wurden. Es war der erste „Palenque“ (eine Rundhalle mit der Bühne in der Mitte des Publikums nach Art eines Zirkuszeltes oder einer Stierkampfarena) des Jahrmarktgeländes von León. Zehn Jahre später wurde die zweite Version des Teatro del Pueblo eingeweiht, das noch unter freiem Himmel lag und über eine breite und fächerförmige Tribüne verfügte. Diese Konstruktion wurde bereits nach 5 Jahren wieder abgerissen, um ein Kongress- und Ausstellungszentrum zu errichten.

## Geschichte des heutigen Palenque de León

### Sportveranstaltungen
Der heutige Palenque wurde irgendwann im Zeitraum zwischen dem Ende der 1970er-Jahre und den frühen 1990er-Jahren gebaut und war am 1. Mai 1991 erstmals Austragungsort von Kämpfen der Lucha Libre.
Neben dem Lucha Libre werden unter anderem auch Boxkämpfe im Palenque de León ausgetragen.

### Konzerte
Ein Schwerpunkt der Nutzung sind jedoch Konzerte. Fast alle populären mexikanischen Künstler sind bereits im Palenque de León aufgetreten. Ihre Namen reichen von Ana Gabriel über Paquita la del Barrio und Jenni Rivera bis zu Thalía sowie von Vicente Fernández und seinem Sohn Alejandro Fernández über Marco Antonio Solís bis zu Juan Gabriel.
Ferner trat im Januar 2023 die spanische Sängerin Natalia Jiménez im Rahmen ihrer Antología 20 Años Tour im Palenque von León auf.